# Balthazar Phélypeaux de Châteauneuf
Pour les autres membres de la famille, voir Famille Phélypeaux.
Balthazar Phélypeaux de Châteauneuf, marquis de Châteauneuf et Tanlay, est un homme d'État français né en 1638 et mort le 27 avril 1700.

## Origines familiales
Membre de la famille Phélypeaux, Balthazar Phélypeaux de Châteauneuf est le petit-fils de Raymond Phélypeaux (né à Blois en 1560, mort à Suze en Piémont le 2 mai 1629), seigneur d'Herbaut, de La Vrillière et du Verger, secrétaire de la chambre du roi le 25 août 1590, trésorier des parties casuelles en 1591, trésorier de l'épargne en 1599, secrétaire d'Etat (en succession de Paul Phélypeaux de Pontchartrain, son frère cadet) du 5 novembre 1621 au 2 mai 1629 et de Claude Gobelin (contrat de mariage du 3 juillet 1594).
Il est fils de Louis Ier Phélypeaux de La Vrillière (baptisé à Saint-Eustache à Paris le 10 avril 1599, mort à Bourbon le 5 mai 1681), greffier du privé conseil en 1619, conseiller d'Etat le 20 décembre 1620, secrétaire d’État de la Religion prétendue réformée du 16 juin 1629 au 5 mai 1681, prévôt et maître des cérémonies des ordres du roi le 1er avril 1643, et de Marie Particelli (morte le 25 août 1670).

## Biographie
Abbé de Quincy, docteur en théologie en février 1661, il est reçu conseiller clerc au parlement de Paris le 29 août 1664. Il devient secrétaire d'État de la Religion prétendue réformée en survivance de son père, sur démission de son frère aîné Louis (baptisé le 2 octobre 1636, mort en 1699), du 14 juin 1669 à 1676, en fonctions de 1676 au 27 avril 1700.
En février 1671, la seigneurie de Châteauneuf-sur-Loire est érigée en marquisat en sa faveur. Le 3 mars 1671, il obtient par commission la charge de commandeur et de secrétaire des ordres du roi en attendant la démission de Nicolas Jeannin de Castille. Il en est pourvu en titre d'office le 27 avril 1683. En 1678, lors du partage de la succession de sa mère, il hérite de la terre de Saint-Florentin.
En Octobre 1685, il participe à la rédaction et est l'un des signataires de l'Édit de Fontainebleau révoquant l'Édit de Nantes.
Dépourvu d'influence sous Louis XIV, il n'a qu'un rôle d'exécutant dans la mise en œuvre de la politique de répression du protestantisme. Dans ses Mémoires, Saint-Simon estime que « depuis la révocation de l'édit de Nantes, cette charge de secrétaire d'Etat était à peu près une nulle, et Châteauneuf, de son génie et de sa personne, existait moins, s'il se pouvait ». Il fait l'objet également de couplets satiriques :

« Châteauneuf comme un bon bourgeois
     Mène une douce vie
On ne lui demande sa voix
     Que par cérémonie.
Et quand il signe quelque édit,
     Il n'est guère plus instruit

Que Jean de Vert ».
En avril 1700, alors qu'il se rend aux eaux de Bourbon, il s'arrête chemin faisant sur ses terres de Châteauneuf-sur-Loire. Il se promène dans les jardins de son domaine et s'y endort. Il se réveille tout transi de froid. Sa fluxion s'aggrave. Le 27 avril 1700, il se confesse et reçoit le viatique à sept heures du matin, on lui donne l'extrême onction à neuf heures et il expire vers midi. Son corps est porté à l'église le 29 et y reste exposé pendant six jours. Le 4 mai suivant, on célèbre ses funérailles et on le descend dans son caveau seigneurial en présence de trente-deux prêtres.

## Descendance
Il avait épousé le 21 décembre 1670 à Saint-Germain l'Auxerrois (et par contrat, le 20 décembre 1670) Marie Marguerite de Fourcy (née en 1653, morte le 9 avril 1711), fille de Jean de Fourcy, secrétaire au Grand Conseil, dont il eut 
- Louis II Phélypeaux de La Vrillière (né le 14 avril 1672, mort à Fontainebleau le 7 septembre 1725), marquis de La Vrillière, de Châteauneuf et de Tanlay, vicomte de Saint-Florentin, secrétaire d’Etat du 28 avril 1700 au 7 septembre 1725, secrétaire du roi le 9 mai 1700, commandeur et secrétaire des Ordres du Roi du 17 mai 1700 au 3 décembre 1713, capitaine et gouverneur de Jargeau le 31 mai 1700, secrétaire d'Etat honoraire le 20 avril 1723, il épouse le 1er septembre 1700 Françoise de Mailly (née le 30 août 1688, morte le 11 septembre 1742, fille de Louis, comte de Mailly (né en 1662, morte 1742), Maréchal des camps, et d’Anne-Marie Françoise de Sainte-Hermine, dame d’atours de la Dauphine[23]

- Balthazar Phélypeaux (né vers 1673, mort à Notre-Dame du Val-des-Écoliers le 29 novembre 1724) chanoine régulier de Saint-Augustin, congrégation de Sainte-Geneviève, abbé commendataire de l'abbaye Saint-Vincent de Nieul-sur-l'Autise (1693)[24]
- Balthazar Phélypeaux (mort à Strasbourg en 1709), chevalier de Malte le 1er mars 1694[25], commandeur de Picton, brigadier des armées du Roi, colonel de dragons,
- Charlotte Thérèse (née en 1675, morte le 5 septembre 1697[26]) qui épouse 8 mai 1692 Louis d'Aubusson, duc de La Feuillade (né à Marly le 30 mars 1673, mort à Marly le 29 janvier 1725), obtient un régiment de cavalerie par commission du 20 août 1689, gouverneur du Dauphiné du 12 octobre 1691 à septembre 1719, brigadier par brevet du 29 janvier 1702, lieutenant général des armées du roi par pouvoir du 25 janvier 1704, lieutenant général dans le comté de Nice le 13 février 1705, maréchal de France le 2 février 1724[27]